# Baltimore Skipjacks
I Baltimore Skipjacks sono stati una squadra di hockey su ghiaccio dell'American Hockey League con sede nella città di Baltimora, in Maryland. Nacquero nel 1981 e dopo una stagione entrarono nella AHL fino al loro scioglimento nel 1993.

## Storia
I Baltimore Skipjacks furono fondati nel 1981 e disputarono la loro prima stagione nella Atlantic Coast Hockey League. A partire dalla stagione successiva furono ammessi nella American Hockey League, lega nella quale rimasero fino al trasferimento della franchigia nel 1993, divenuta quella dei Portland Pirates.
Nella stagione 1983-84 vinsero il titolo di Division con il miglior record della lega, mentre l'anno successivo giunsero alla finale della Calder Cup nella quale furono sconfitti dai Sherbrooke Canadiens. Dopo una prima stagione condivisa con i Boston Bruins la squadra fino al 1987 fu affiliata ai Pittsburgh Penguins, mentre dal 1987 al 1993 fu legata ai Washington Capitals.

### Affiliazioni
Nel corso della loro storia i Baltimore Skipjacks sono stati affiliati alle seguenti franchigie della National Hockey League:
- Pittsburgh Penguins: (1982-1987)
- Boston Bruins: (1982-1983)
- Washington Capitals: (1988-1993)

## Record stagione per stagione
| Stagione                   | Division | Gare | V  | S  | P  | OTL | Punti | GF  | GS  | Piazzamento | Play-off                                                                                           |
| -------------------------- | -------- | ---- | -- | -- | -- | --- | ----- | --- | --- | ----------- | -------------------------------------------------------------------------------------------------- |
| Baltimore Skipjacks (ACHL) |          |      |    |    |    |     |       |     |     |             | |
| 1981-82                    | ACHL     | 48   | 22 | 23 | 3  | -   | 47    | 204 | 189 | 3°          | perde 1º turno (Mohawk Valley) 3-4                                                                 |
| Baltimore Skipjacks (AHL)  |          |      |    |    |    |     |       |     |     |             | |
| 1982-83                    | South    | 80   | 35 | 36 | 9  | -   | 79    | 362 | 366 | 5°          | |
| 1983-84                    | South    | 80   | 46 | 24 | 10 | -   | 102   | 384 | 304 | 1°          | vince 1º turno (Springfield) 4-0 perde semifinali (Rochester) 2-4                                  |
| 1984-85                    | South    | 80   | 45 | 27 | 8  | -   | 98    | 326 | 252 | 2°          | vince 1º turno (Rochester) 4-1 vince semifinali (Binghamton) 4-0 perde Calder Cup (Sherbrooke) 2-4 |
| 1985-86                    | South    | 80   | 28 | 44 | 8  | -   | 64    | 271 | 304 | 7°          | |
| 1986-87                    | South    | 80   | 35 | 37 | -  | 8   | 78    | 277 | 295 | 5°          | |
| 1987-88                    | South    | 80   | 13 | 58 | 9  | 0   | 35    | 268 | 434 | 7°          | |
| 1988-89                    | South    | 80   | 30 | 46 | 4  | -   | 64    | 317 | 347 | 6°          | |
| 1989-90                    | South    | 80   | 43 | 30 | 7  | -   | 93    | 302 | 265 | 3°          | vince 1º turno (Adirondack) 4-2 perde semifinali (Rochester) 2-4                                   |
| 1990-91                    | South    | 80   | 39 | 34 | 7  | -   | 85    | 325 | 283 | 3°          | perde 1º turno (Binghamton) 2-4                                                                    |
| 1991-92                    | South    | 80   | 28 | 42 | 10 | -   | 66    | 287 | 320 | 5°          | |
| 1992-93                    | South    | 80   | 28 | 40 | 12 | -   | 68    | 318 | 353 | 4°          | perde 1º turno (Binghamton) 3-4                                                                    |

## Record della franchigia

### Singola stagione
Gol: 57  Mitch Lamoureux (1982-83)
Assist: 81  Mike Gillis (1982-83)
Punti: 113  Mike Gillis (1982-83)
Minuti di penalità: 353  Mitch Wilson (1986-87)
Shutout: 4  Jon Casey (1984-85)
Media gol subiti: 2.63  Jon Casey (1984-85)
Parate %: .942  Don Beaupre (1990-91)

### Carriera
Gol: 119  Mitch Lamoureux
Assist: 133  Mitch Lamoureux
Punti: 252  Mitch Lamoureux
Minuti di penalità: 868  Gary Rissling
Vittorie: 55  Jim Hrivnak
Shutout: 4  Jon Casey
Partite giocate: 259  Tim Taylor

## Palmarès

### Premi di squadra
- John D. Chick Trophy: 1

1983-1984

### Premi individuali
- Aldege "Baz" Bastien Memorial Award: 1

Jon Casey: 1984-1985
- Dudley "Red" Garrett Memorial Award: 1

Mitch Lamoureux: 1982-1983
- Eddie Shore Award: 1

Greg Tebbutt: 1982-1983
- Harry "Hap" Holmes Memorial Award: 1

Jon Casey: 1984-1985
- Louis A. R. Pieri Memorial Award: 1

Gene Ubriaco: 1983-1984